# 마샤 월리스
마샤 월리스(영어: Marcia Wallace, 1942년 11월 1일 ~ 2013년 10월 25일)는 미국의 배우이다. 만화 영화 심슨 가족에서 에드나 크라버플의 목소리를 맡았다.
2013년 10월 25일 유방암으로 세상을 떠났다.

## 출연 작품
- 트루 러브드 (2008)
- 쿵후 프리즌 (2007)
- 심슨 가족, 더 무비 (2007)
- 제7의 천국 (1996)
- 굴리스 3 (1991)
- 심슨 가족 (1989)
- 머피 브라운 (1988)
- 풀 하우스 (1987)
- 더 영 앤 더 레스트리스 (1973)
- 개구쟁이 6남매 (1969)